# Kaufman-Plan
Kaufman-Plan oder Kaufmans Plan ist eine Bezeichnung der nationalsozialistischen Propaganda für ein Traktat des US-Amerikaners Theodore Newman Kaufman, das dieser Anfang 1941 unter dem Titel Germany must perish! ‚Deutschland muss zugrunde gehen!‘ im Selbstverlag veröffentlichte. Kaufman hatte darin im Fall eines Krieges zwischen den USA und Deutschland und eines Sieges der USA in diesem Krieg für eine Sterilisierung aller Deutschen plädiert, um die Welt vor ihrer seiner Ansicht nach angeborenen Kriegsneigung zu bewahren. Die Schrift wurde in den USA kaum beachtet, aber von der NS-Propaganda zu einem Plan aus dem Umkreis des amerikanischen Präsidenten Franklin D. Roosevelt und, da Kaufman Jude war, zum Dokument jüdischer Vernichtungsabsichten stilisiert. Es diente als Material in einer groß angelegten Kampagne des Reichsministeriums für Volksaufklärung und Propaganda, die alle Medien erfasste.

## Theodore N. Kaufman und seine BroschüreGermany must perish!

### Vorgeschichte
Über Kaufman ist wenig bekannt – so wenig, dass schon vermutet worden ist, es handle sich bei dieser Person um eine Erfindung oder auch einen Agenten der nationalsozialistischen Propaganda. Kaufman existierte jedoch wirklich. Am 22. Februar 1910 als Sohn von Anton Kaufman, dem Herausgeber des Jewish Chronicle in Newark, geboren, absolvierte er die South Side High School und scheint sich dann beruflich in Newark auf verschiedenen Gebieten versucht zu haben: als Büroangestellter, in der Werbung, als Verkäufer.
Im Jahre 1939 machte er erstmals mit einer politischen Aktivität von sich reden. Im Namen einer American Federation of Peace versandte er ein Pamphlet an Medien, Politiker und Friedensfreunde unter dem Titel Life–Liberty–Pursuit of Happiness–Where? In The Graves of European Battlefields?. Auf Hochglanzpapier fanden sich dort Fotos von Kriegsverletzten und ausgehungerten Kriegsopfern sowie, im Rahmen einer „möglichen Petition“ (possible plea) an den Kongress der Vereinigten Staaten, in Fettschrift gesetzte flammende Aufrufe gegen eine amerikanische Kriegsbeteiligung. Es hieß unter anderem: „Lasst uns alle sterilisieren! Wenn ihr plant, uns in einen Krieg ins Ausland zu schicken, erspart uns jede Möglichkeit, Kinder in die Welt zu setzen – in dieses unser Land!“ Das Pamphlet ist offenbar kaum beachtet worden. Die einzige nachgewiesene öffentliche Reaktion ist eine kurze Notiz in Time vom 23. Oktober 1939 in der Rubrik „War and Peace“ unter der Überschrift Slick Stuff, die sich über Ton und Stil mokiert und einige „ausgewählte Greuel“ (sample atrocities) zitiert.
Im selben Jahr publizierte Kaufman unter seinem eigenen Namen einen zehnseitigen Aufruf A Will and Way to Peace: Passive Purchase, als Herausgeber fungierte erneut die American Federation of Peace. Wiederum war der Tenor dieses Aufrufs isolationistisch: Die Bürger der USA sollten sich zwei Wochen beim Kauf einheimischer Waren zurückhalten, also Konsumverzicht üben und damit der Forderung nach Neutralität und Kriegsabstinenz der USA Nachdruck verleihen. Im Anhang wurde die American Federation of Peace vorgestellt: Sie sei unpolitisch, bejahe das Recht auf militärische Selbstverteidigung, trete aber entschieden gegen die Beteiligung amerikanischer Truppen an imperialistischen Abenteuern ein. Als Kontaktadresse war ein Bürogebäude in Newark, Kaufmans Wohnort, angegeben. Wolfgang Benz fasste die Stoßrichtung des Textes so zusammen: „Kaufman wollte den amerikanischen Traum einer großen Zukunft materiellen Wohlstands der Amerikaner mithilfe seines fundamentalistischen Demokratieverständnisses realisieren.“ Eine Rezeption dieser Broschüre ist nirgendwo dokumentiert.
Diese beiden Schriften sind die einzigen Spuren einer American Federation of Peace. Diese ist sonst nirgends nachzuweisen, mit den etablierten Friedensorganisationen der USA, etwa der American Peace Society, hat sie nichts zu tun. Wahrscheinlich war Kaufman ihr einziges Mitglied.

### Germany must perish!

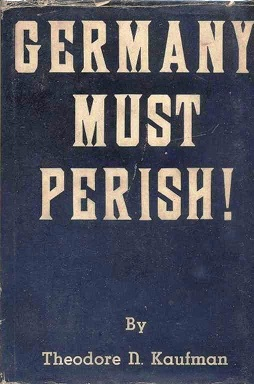
Titelbild von Germany must perish! (1941)

Kaufmans teilweise schrille neutralistische Töne hatten bis zu diesem Zeitpunkt kaum Beachtung gefunden. Das änderte sich zunächst nicht wesentlich, als er, vermutlich im Februar 1941, in dem eigens dafür von ihm selbst gegründeten Verlag Argyle Press eine gut hundertseitige Broschüre herausbrachte, die den Titel Germany must perish! trug (zu Deutsch etwa: ‚Deutschland muss zugrunde gehen!‘). In einer Einleitung (Introductory Note) bekräftigte Kaufman erneut seine Überzeugung, dass ein Kriegseintritt der USA ausschließlich als Mittel der militärischen Selbstverteidigung zulässig sei. Er argumentierte im Folgenden, dass der mittlerweile entfachte Weltkrieg keineswegs der Krieg Hitlers, sondern der Krieg des deutschen Volkes sei. Sodann versuchte Kaufman, im Großteil des Textes mittels einer Zitatensammlung (unter anderem von Friedrich Nietzsche, Heinrich von Treitschke, Karl Lamprecht, Paul Rohrbach) zu zeigen, dass die Deutschen seit der germanischen Frühzeit bis heute von aggressivem Germanism befallen seien und daher unausrottbar zu Krieg, Rassismus und Barbarei neigten.
Im letzten Kapitel (Death to Germany) bot er seine Lösung an: Man müsse die Deutschen mit einer „modernen Methode“ daran hindern, sich als Volk weiterhin zu reproduzieren. „Diese moderne Methode, der Wissenschaft als eugenische Sterilisierung bekannt, ist zugleich praktikabel, human und gründlich.“ Konkret sollten nach dem Sieg Großbritanniens und seiner Alliierten alle deutschen Frauen unter 45 und alle deutschen Männer unter 60 zwangssterilisiert werden. Ferner befürwortete er anhand einer selbstgezeichneten Landkarte eine Aufteilung Deutschlands unter seinen Nachbarstaaten. Den einleitenden Kapiteln ist zu entnehmen, dass die Überfälle der Nazis auf diverse europäische Staaten (genannt werden unter anderem die Tschechoslowakei, Polen, Dänemark, Norwegen und Frankreich) ihn auf seine Radikallösung gebracht hatten.
Zum Zweck der Rezensentenwerbung für dieses Elaborat versandte Kaufman per Post schwarze Pappsärge, die ein Kärtchen mit dem Hinweis auf seine Broschüre enthielten. Zumindest die New York Times und Time erhielten Rezensionsexemplare, von diesen reagierte aber nur Time. Die Zeitschrift publizierte am 24. März 1941 einen sarkastischen Beitrag in ihrer Bücherspalte, der in Anspielung auf Jonathan Swifts Satire den Titel A Modest Proposal trug. Der Artikel stellte Kaufmans „grässliche“ (grisly) Idee vor, die anders als Swifts „bescheidener Vorschlag“ keineswegs ironisch gemeint sei. Es hieß weiter: „Verblüffte Leser fragten sich, ob das seltsame Büchlein ein Meilenstein sei, das erste Erscheinen des Streicher-Geistes in den USA.“ Doch der Time-Autor hatte den zwei Jahre alten Sterilisierungsappell ausgegraben, den die Zeitschrift damals von Kaufman erhalten hatte, und kommentierte trocken: „Der Sterilisierer Kaufman hatte Schritt mit der Zeit gehalten und seine Grundidee ganz schlicht auf den Feind übertragen.“ Den Rezensenten hatte zudem der Hintergrund dieser Kuriosität interessiert, und so fügte er eine Reihe persönlicher Details zu Kaufman hinzu, die offenbar aus einem Gespräch mit diesem stammten. Er betonte, dass Kaufman „kein Nazi“ sei und das Buch im Selbstverlag als one-man-job produziert habe, um kein Lektorat seines Textes hinnehmen zu müssen; er habe auch Herstellung, Werbung und Versand komplett selbst übernommen und hoffe darauf, seine Kosten gerade so eben wieder hereinzubekommen.
Dies war bis zum 23. Juli 1941, dem Beginn der NS-Kampagne zu Kaufman, die einzige dokumentierte Rezeption der Broschüre – abgesehen von einer kurzen Rezension (vermutlich von Erika Mann) in der von Klaus Mann herausgegebenen, in New York erscheinenden Zeitschrift Decision.  Die Time-Rezension war vermutlich auch die Quelle für sämtliche Angaben zum Inhalt des Buches in den ersten Wochen dieser Kampagne.

## Die nationalsozialistische Propaganda
Wie Nachrichten über Kaufmans Broschüre überhaupt nach Deutschland gelangten, ist nicht klar. Möglicherweise war der Geschäftsträger der Deutschen Botschaft in Washington, Hans Thomsen, daran beteiligt. Jedenfalls befürchtete man in Berlin seit dem Beginn des Überfalls auf die Sowjetunion am 22. Juni 1941, dass die USA ihre Unterstützung nach dem Leih- und Pachtgesetz auf die Sowjetunion ausdehnen oder gar direkt in den Krieg eintreten könnten. Reichsaußenminister Joachim von Ribbentrop drängte die ihm nachgeordneten Stellen des Auswärtigen Amts, die amerikanische öffentliche Meinung zu beeinflussen, und äußerte gegenüber Thomsen am 19. Juli 1941 sogar, dies habe gegenüber der jüdischen Bevölkerung der USA Chancen, weil diese von einem Kriegseintritt der USA ein Ansteigen antisemitischer Stimmungen befürchten müssten. Der Reichspropagandaminister Joseph Goebbels wiederum hatte zu diesem Zeitpunkt bereits den amerikanischen Präsidenten Franklin D. Roosevelt zum Ziel seiner Angriffe auserkoren; dieser wurde am 23. Juli im Völkischen Beobachter in einem ganzseitigen Artikel als „Hauptwerkzeug der jüdischen Weltfreimaurerei“ beschimpft, nachdem Goebbels ein Foto von Roosevelt in Freimaurerkleidung beschafft hatte.

### Auftakt zur Pressekampagne
Am 23. Juli 1941 begann eine große Kampagne der NS-Propaganda, die „Kaufmans Plan“ zum Gegenstand hatte, mit einer Pressekonferenz der Reichsregierung. Dieses Gremium, die so genannte Reichspressekonferenz, diente gewöhnlich der Bekanntgabe von Anweisungen an Journalisten, nicht jedoch der Publikation von Regierungsmeinungen. Die hier vorgegebene Stoßrichtung ging erneut gegen Roosevelt, von dem Kaufmans Buch angeblich inspiriert worden sei; „die vorliegenden Auszüge“ seien „stärkstens hervorzuheben und anzuprangern“. Paul Karl Schmidt, als Sprecher des Auswärtigen Amts an der Konferenz beteiligt, präzisierte, man wisse, „daß Roosevelt einzelne Kapitel selbst diktiert habe“, es handle sich „tatsächlich um ein Programm der Rooseveltschen Politik“, das „eine Riesenauflage erreicht“ habe. Er forderte, nun müsse ganz „Europa gegen die USA aufstehen“. All dies musste natürlich bloße Behauptung bleiben, da es weder damals noch heute irgendeinen Hinweis darauf gab oder gibt, dass Roosevelt Kaufman überhaupt gekannt hätte.
Am selben Tag veröffentlichte das Deutsche Nachrichtenbüro eine entsprechende offizielle Pressemitteilung, die umgehend von allen größeren Medien des In-, aber auch des Auslands aufgegriffen wurde. So setzte der Völkische Beobachter seine Anti-Roosevelt-Kampagne am 24. Juli mit der Schlagzeile fort: Roosevelt fordert Sterilisierung des deutschen Volkes. In dem zugehörigen Artikel hieß es:

„Unter dem Titel ,Deutschland muss vernichtet werden‘ ist kürzlich in den Vereinigten Staaten ein aufsehenerregendes Buch erschienen, das einen ungeheuerlichen Plan für die Ausrottung des deutschen Volkes und die restlose Zerstückelung Deutschlands in allen Einzelheiten enthüllt und propagiert. Verfasser dieses Dokumentes amerikanischer Auffassung von Recht und Gerechtigkeit, Freiheit und Demokratie ist kein geringerer als der Jude Theodor Kaufmann, Präsident der amerikanischen Friedensliga […] In jüdisch-literarischen Kreisen Neuyorks ist es ein offenes Geheimnis, und man brüstet sich sogar mit der Tatsache, daß Roosevelt selbst die Hauptthesen dieses Buches inspiriert und die wichtigsten Teile dieses Schandwerkes persönlich diktiert hat.“

Ähnliche, fast wörtlich mit der DNB-Meldung übereinstimmende Falschinformationen verbreiteten zahlreiche weitere deutsche Tageszeitungen, so die Frankfurter Zeitung und die Münchner Neuesten Nachrichten.
Auch die internationale Presse nahm am selben Tag Notiz von der neuen Anti-Roosevelt-Kampagne, etwa die Neue Zürcher Zeitung mit einem Artikel Blickrichtungen der deutschen Diplomatie und Associated Press mit einer Kurzmeldung unter dem Titel Nazis attack Roosevelt, die unter anderem in der New York Times abgedruckt wurde. Angespornt von dieser weltweiten Rezeption, dachten die Spitzen des Reichsaußenministeriums und des Reichspropagandaministeriums umgehend über eine Fortsetzung und Erweiterung der Kampagne nach. Goebbels holte von Hitler die Zustimmung ein, Teile des Buchs in deutscher Übersetzung zu veröffentlichen, und beauftragte seinen Ministerialrat Wolfgang Diewerge, den Leiter der Rundfunkabteilung im Propagandaministerium, mit der Erstellung einer entsprechenden Broschüre. Auf eine vollständige Publikation verzichtete Goebbels übrigens kurioserweise aus Urheberrechtsgründen. Ribbentrop teilte noch am 24. Juli seinem Ministerbüro mit, er wünsche, „daß jeden Tag ein oder zwei sehr geschickte Lügenmeldungen über die Absichten Roosevelts oder auch Churchills in die Welt gesetzt werden“.
Thomsen, der Leiter der deutschen Botschaft in Washington, unterbreitete daraufhin einen Vorschlag: Es könne „zweckmäßig“ sein, Kaufmans Broschüre dort „mit der Tarnungstendenz, die abscheuliche Idee zu propagieren“, in großem Umfang zu verbreiten. Am billigsten sei dies möglich, indem man „eine Sonderausgabe von etwa 150.000 Exemplaren durch das einzige New Yorker Sonntagsblatt“ veranstalte, wie er am 17. September 1941 in einem Brief an das Auswärtige Amt nach Berlin schrieb. Thomsen hoffte so durch Unterstützung antijüdischer Ressentiments eine gegen einen Kriegseintritt der USA gerichtete isolationistische Stimmung in der amerikanischen Bevölkerung zu schüren. Seine Anregung wurde jedoch nicht aufgegriffen. In anderen Institutionen des diplomatischen Diensts liefen noch drastischere Ideen ein: So bat Carltheo Zeitschel, „Judenexperte“ der deutschen Botschaft in Paris, den Botschafter Otto Abetz am 21. August 1941 in einem Memorandum, bei seinem nächsten Besuch bei Ribbentrop und Hitler „die Sterilisation sämtlicher sich in den besetzten Gebieten aufhaltenden Juden“ vorzuschlagen (gemeint waren die seit Juni 1941 eroberten Gebiete der Sowjetunion). Man solle das „Buch des Herrn Kaufman zum gegebenen Anlaß“ nehmen, „seinen Vorschlag zunächst einmal an den 6 bis 7 Millionen Juden, die in unserer Hand sind, durchzuführen“.
Währenddessen lief die deutsche Pressekampagne weiter. Das Reich veröffentlichte am 3. August Auszüge aus Kaufmans Schrift, die teilweise auch im Rundfunk verlesen wurden. Der Völkische Beobachter legte am 17. August mit einem Leitartikel von Goebbels gegen die Atlantik-Charta nach und stellte die abstruse Behauptung auf, die „Ausführungsbestimmungen der ‚atlantischen Urkunde‘“ hätten bereits „bis ins kleinste“ in dem „Buch des Juden Theodor Kaufmann“ vorgelegen. Im Stürmer bot Julius Streicher unter der Schlagzeile Der Kampf gegen den Teufel und dem Untertitel „Alljuda offenbart seinen Vernichtungsplan“ am 11. September einen doppelseitigen Hetzartikel über den angeblichen „Sprecher des Weltjudentums“.

### Judenverfolgung in Hannover und der „Kaufman-Plan“
Noch ein letztes Mal gelangte das Thema im September 1941 in die amerikanische Presse, diesmal allerdings nicht als Ergebnis der NS-Propaganda, sondern aufgrund von Recherchen von Associated Press. Im Zuge der Aktion Lauterbacher wurden über 1.000 Hannoveraner Juden aus ihren Wohnungen vertrieben und zwangsweise in 16 Judenhäuser eingewiesen, das Vorspiel zu ihrer Deportation in das Rigaer Ghetto im Dezember desselben Jahres. Formell handelte es sich um einen behördlichen Akt seitens der Stadtverwaltung; die betroffenen Juden erhielten am 3. September von Mitarbeitern der „Mobilmachungsabteilung“ der Stadt Hannover eine Räumungsverfügung, befristet auf den 4. September 18 Uhr. Diese Räumungsverfügung trug den Briefkopf „Der Oberbürgermeister – Mob-Abteilung“ und die Unterschrift des Wohnungsamtsleiters und Vorgesetzten der „Mob-Abteilung“ Wilhelm Bakemeier, enthielt jedoch auch eine Begründung, die in Stil und Inhalt gar nicht zu dem Bild eines nüchternen Verwaltungsakts passte. Sie wies auf den eigentlichen Treiber der Aktion Lauterbacher hin, nämlich den Gauleiter Hartmann Lauterbacher:

„Durch die Hetze des Judentums im Auslande ist dem Deutschen Volke der jetzige Krieg aufgezwungen worden. Die feindliche Luftwaffe greift offene Städte an und wirft Spreng- und Brandbomben wahllos auf die Wohnhäuser der Zivilbevölkerung. Der Jude Kaufmann [sic] in New York [sic] fordert in seiner maßlosen Hetze die Sterilisierung aller Deutschen und die Verwendung der deutschen Soldaten als Arbeitskulis in fremden Ländern. Um die durch den Krieg hervorgerufenen Notstände zu mildern sehe ich mich genötigt, den den hiesigen Juden noch zur Verfügung stehenden Wohnraum weiter einzuengen.“

Eine Meldung von Associated Press vom 8. September behandelte sowohl diese antijüdische Aktion als auch die Tatsache, dass Kaufmans Schrift als Vorwand dafür herhalten musste. Der Text erschien am 9. September in der New York Times unter dem Titel Jews Of Hanover Forced From Homes – Mayor Cites American Book „Germany Must Perish“, am selben Tag in etwas anderer Fassung in der Washington Post und drei Tage später im Aufbau. Die kurze Meldung enthielt eine Reihe durchweg korrekter Angaben: die Vertreibung der Juden aus ihren Wohnungen, die Predigthalle des jüdischen Friedhofs als eines der neu eingerichteten Judenhäuser und einige Zitate aus der Räumungsverfügung selbst, insbesondere die Begründung mit Kaufmans Schrift sowie die Bestimmung, dass der Erlös für die verkauften Möbel den Vertriebenen angeblich „zu gegebener Zeit“ zukommen sollte. Den Schluss bildete ein Zitat aus einem Gespräch mit Kaufman selbst, das der betreffende Journalist geführt haben muss; Kaufman sah sich als „Sündenbock“ und „durchsichtiger Vorwand“ für die ohnehin seit langem im Gang befindlichen Naziverbrechen missbraucht. Der Verfasser der Meldung war also gut informiert; ihm muss mindestens der Text der Räumungsverfügung vorgelegen haben. Kaufman selbst nutzte übrigens die kurzzeitige Publizität für eine wiederum im Selbstverlag erscheinende Zweitauflage seiner Broschüre zu verbilligtem Preis, die er auf der Umschlagrückseite mit Hinweisen auf die enorme Beachtung durch die NS-Propaganda bewarb. Zudem gab er dem Independent Jewish Press Service ein Interview.
Erst Mitte September brachte der hannoversche Gauleiter seine „Aktion“ bei einer Kundgebung in Hannover-Wülfel an die lokale Öffentlichkeit und zog dabei erneut den Kaufman-Plan als Rechtfertigung heran. Das NSDAP-Organ Niedersächsische Tageszeitung zitierte Lauterbachers Rede in der Ausgabe vom 13./14. September so:

„Untragbar aber sei es für uns gewesen, daß […] tausend Juden in Hannover sich in Wohnungen mit zum Teil fünf, sechs, acht und mehr Räumen gütlich getan hätten. Der Gauleiter erinnerte daran, daß dieser Krieg der Krieg des Judentums gegen das deutsche Volk sei und schilderte noch einmal die sadistische Absicht des Amerika-Juden Kaufman, das Volk im Wege der Sterilisierung auszurotten und bis zu seiner endgültigen Vernichtung zu verknechten.“

Noch im Sommer 1943 kam Lauterbacher bei einer Durchhalterede in Hildesheim auf die Kaufman-Geschichte zurück.

### Diewerges Propagandawerk
Ende September 1941 erschien die von Goebbels bei Diewerge in Auftrag gegebene Propagandabroschüre: Das Kriegsziel der Weltplutokratie. Dokumentarische Veröffentlichung zu dem Buch des Präsidenten der amerikanischen Friedensgesellschaft Theodore Nathan Kaufman „Deutschland muß sterben“ („Germany must perish“). Diewerge hatte bereits seit 1934 antisemitische Öffentlichkeitsarbeit für das Propagandaministerium geleistet und war insbesondere auf Hetzschriften zum Judentum im Ausland abonniert (etwa zum Attentat von David Frankfurter auf Wilhelm Gustloff sowie zu Herschel Grynszpans Attentat auf Ernst vom Rath). Die Titelcollage stammte von Hans Herbert Schweitzer, dem unter dem Pseudonym Mjölnir veröffentlichenden „Reichsbeauftragten für künstlerische Formgebung“. Jeffrey Herf bezeichnet sie als eines der richtungsweisenden antisemitischen Bilder der Ära von Krieg und Holocaust: Ein Foto  (offenbar von Associated Press übernommen) zeigt einen Mann an einer Schreibmaschine, wohl Kaufman selbst, während unten rechts Roosevelt und Churchill singend bei den Feierlichkeiten zur Unterzeichnung des Atlantik-Charta zu sehen sind. Es geht hier nicht mehr darum, dass Roosevelt die Broschüre persönlich diktiert habe; vielmehr wird Kaufman als verantwortlich für Roosevelts Handeln vorgeführt. So kommentiert Herf, dass die Bildkomposition ein Schlüsselideologem des Antisemitismus verbildlicht: „Das jüdische Gehirn, sicher hinter der Bühne, schreibt die Zeilen, die die ahnungslosen Nichtjuden an der Front singen.“
Die 32-seitige Broschüre enthielt eine deutsche Übersetzung einiger Auszüge aus Kaufmans Broschüre, versehen mit Kommentaren Diewerges. In seiner Einleitung nahm Diewerge zwei neue manipulative Veränderungen vor: Er löste das „N.“ im Mittelnamen Kaufmans in „Nathan“ auf, um das Judentum des Autors zu betonen, obwohl ihm die Time-Rezension, die den korrekten Zwischennamen „Newman“ hat, offenkundig bekannt war; und er verlegte den Erscheinungszeitpunkt von Kaufmans Broschüre aus dem Februar in den Sommer 1941, also in das zeitliche Umfeld der Atlantik-Charta, um einen Zusammenhang zwischen diesen beiden Ereignissen nahezulegen.
Wie bereits in seinen früheren Pamphleten konstruierte Diewerge auch hier einen fiktiven Akteur „Weltjudentum“, der nicht nur für die Publikation der Kaufman-Broschüre, sondern überhaupt für die Politik der amerikanischen „Plutokratie“ ebenso verantwortlich sei wie für den Bolschewismus. Entsprechend behauptete er, Kaufman sei „kein geisteskranker Sonderling“, sondern „eine in den Vereinigten Staaten führende und weithin bekannte jüdische Persönlichkeit“, die „zu dem sogenannten ‚Roosevelt-Gehirntrust‘“ gehöre. Diewerge schreckte nicht einmal davor zurück, den üblichen Copyright-Vermerk (Verbot von Vervielfältigung und Übersetzung ohne Zustimmung des Autors und Verlages) auf der Impressum-Seite der Broschüre als verschwörerischen Versuch zu interpretieren, den Kaufman-Plan vor den Deutschen geheim zu halten. Die Stoßrichtung von Diewerges Argumentation ging dahin, dem „Weltjudentum“ einen Plan zur „völligen Vernichtung des deutschen Volkes“ unterzuschieben, der durch Kaufmans Veröffentlichung nun enthüllt sei. Daraus leitete er eine unverhohlene Rechtfertigung für den Massenmord an den Juden ab. So stellte er seinen Kommentar zu Kaufmans Sterilisierungsfantasien unter die Überschrift Wer soll sterben – die Deutschen oder die Juden? und schrieb:

„Wie wäre es, wenn man statt der 80 Millionen Deutschen diese 20 Millionen Juden nach dem Rezept ihres Rassegenossen Kaufman behandeln würde? Dann wäre der Frieden auf alle Fälle gesichert. Denn der Unruhestifter, der Friedensstörer, auf der ganzen Welt ist der Jude.“

Der Schlussteil des Pamphlets präsentierte den Rezipienten eine Sicht des Krieges, die auf eine schlichte Alternative hinauslief: „Sieg oder Tod – darum geht es in diesem Krieg“, denn die durch den Krieg zu entscheidende Frage sei, „wer künftig in Europa leben soll“, die „weiße Rasse mit ihren kulturellen Werten […] oder das jüdische Untermenschentum“. Goebbels schrieb ein ungezeichnetes Nachwort in Form eines Durchhalteaufrufs an das deutsche Volk („Gegen ihre Vernichtungspläne gibt es nur ein Mittel: Siegen!“) und äußerte sich sehr zufrieden mit Diewerges Elaborat: Es werde „endgültig mit den letzten Rudimenten einer evtl. vorhandenen Nachgiebigkeit aufräumen, denn dieser Broschüre kann auch der Dümmste entnehmen, was uns droht, wenn wir einmal schwach werden“. Er ließ Diewerges Werk in einer Auflage von fünf Millionen Exemplaren drucken. Wie der damals noch in Berlin arbeitende amerikanische Journalist Howard Smith bemerkte, verkaufte sich das Pamphlet anfangs gut, wurde später aber kostenlos zusammen mit den Lebensmittelkarten verteilt.

### Der „Kaufman-Plan“ in der NS-Propaganda bis 1945
Diewerges Broschüre wurde in den kommenden Jahren immer wieder als eine Art Steinbruch für die NS-Propaganda genutzt. So erschien im November 1941 ein vierseitiges Flugblatt unter dem Titel Wenn Du dieses Zeichen siehst, das einerseits die Einführung des Judensterns (das gemeinte „Zeichen“) mit dem angeblichen Kaufman-Plan rechtfertigte, andererseits für Diewerges Broschüre warb. Interne Nachrichtendienste mit Anweisungen für Journalisten, wie Zeitschriften-Dienst oder Politischer Dienst, griffen Diewerges Pamphlet auf und ermunterten zur Ausschlachtung der Geschichte. Der Politische Zitatendienst, der zweimonatlich Karteikärtchen mit Propagandazitaten für Journalisten produzierte, nahm noch 1943 mehrmals Zitate von Kaufman auf. Ähnliches galt für die Redner-Schnellinformation, die dafür gedacht war, Reichsredner der NSDAP zu schulen und auf diese Weise die NS-Propaganda auf mündlichem Wege zu verbreiten. Schließlich versorgten die Wandzeitungen Parole der Woche die deutsche Bevölkerung in regelmäßigen Abständen mit Propaganda zu Kaufman. Hans Diebow nahm eine ganzseitige Fotografie Kaufmans mit weitgehend Diewerge entlehnter Bildunterschrift in die zahlreichen aktualisierten Nachdrucke seines ursprünglich 1939 erschienenen rassistischen Bildbands Die Juden in USA auf. Bis ins Jahr 1945 hinein wurde dieses Thema immer wieder bedient, so etwa Ende 1944 in dem von Heinrich Goitsch verfassten Büchlein Niemals!, das unter einer Vielzahl weiterer angeblicher alliierter Vernichtungspläne auch eine fünfseitige Passage über den Kaufman-Plan enthielt. Selbst im Januar 1945 finden sich noch Kaufman-Zitate im Rüstzeug für die Propaganda in der Ortsgruppe, herausgegeben von der Reichspropagandaleitung, unter dem Titel Tod dem Juden. Um das Ideologem einer jüdischen Weltverschwörung gegen Deutschland plausibel zu machen, schien der Kaufman-Plan wesentlich geeigneter als etwa die Protokolle der Weisen von Zion, ein antisemitisches Pamphlet, das erstmals 1903 in Russland erschienen war, dessen Authentizität aber fraglich war und das daher in der NS-Propaganda vergleichsweise selten zitiert wurde.
An den Inhalten der Propaganda änderte sich nach September 1941 nichts Wesentliches mehr. Der Verbreitungsgrad war aber so hoch, dass der amerikanische Kommunikationswissenschaftler Randall Bytwerk meint: „Ein Deutscher wäre damals kaum darum herumgekommen, dieser Botschaft wiederholt zu begegnen.“
Die Wirkung lässt sich partiell anhand von vertraulichen Berichten des Sicherheitsdienstes (SD) der SS bewerten. Einer dieser Berichte aus dem Juli 1941 gab an, die Kaufman-Berichte der Zeitungen würden mit Interesse, aber ohne besondere Betroffenheit gelesen; immerhin schienen sie antisemitische Einstellungen zu stärken. Im November 1941 bescheinigte ein SD-Bericht Diewerges Pamphlet einen positiven Effekt, die Botschaft sickere jedoch nur langsam ein. Im Frühling 1942 hieß es in einem Bericht aus Detmold, selbst weniger nazifreundliche Personen seien durch die Kaufman-Broschüre überzeugt worden, dass man die jüdische Rache fürchten müsse. Ein weiterer Bericht aus derselben Zeit attestierte der „Verbreitung der Handschrift des Juden Kaufmann“, sie habe zum Eindringen der Auffassung in weite Bevölkerungskreise beigetragen, „daß der Jude Anstifter dieses Krieges ist und ihm die Verantwortung für das namenlose Elend, das der Krieg für so viele Volksgenossen mit sich bringt, zufällt.“ Bytwerk vermutet, dass der Effekt der Propaganda in den Jahren 1942 und 1943 eher zunahm, da wegen des Kriegsverlaufs Befürchtungen über tatsächliche Vergeltungsaktionen nahe lagen, während in den letzten beiden Kriegsjahren speziell die antiamerikanische Propaganda an Wirkung verlor – Hoffnungen auf einen Endsieg erschienen zunehmend unrealistisch.
Ein Beleg für die Wirkung der Propaganda ist es auch, dass der Kaufman-Plan in Denunziationsbriefen erwähnt wurde. So enthielt ein Brief eines Kempteners vom 2. Mai 1942 an den Stürmer die Beschwerde, dass ein namentlich genannter Jude wertvollen Wohnraum belege, der dringend gebraucht werde. Der Briefautor greift die Vorlagen der NS-Propaganda auf: „Der amerikanische Jude Kaufmann (sic!) propagiert die Sterilisierung des ganzen Deutschen Volkes, der Volljude Kohn bewohnt im – zehnten – Jahre nach der Machtergreifung noch eine stadteigene Wohnung und braucht keinen Judenstern zu tragen.“
Es gab in amerikanischen Publikationen noch einige wenige Erwähnungen der Kaufman-Propaganda der Nationalsozialisten. So berichtete der amerikanische Journalist Howard K. Smith, der sich noch bis zur Kriegserklärung Deutschlands an die USA in Berlin aufgehalten und dann den Last Train From Berlin genommen hatte, in seinem gleichnamigen Buch 1942 über die Wirkung der Propagandaschriften: „Die Kaufman-Broschüre wurde als Teil der Erklärung der neuen antijüdischen Kampagne ausgegeben. Und obwohl sie gewiss ein Echo der Angst im deutschen Volk begründete, war ihr Wert als Erklärung für den Angriff auf die verarmten, altersschwachen Juden innerhalb Deutschland gleich Null.“ Klaus Mann kam in einem Aufsatz für die Zeitschrift Tomorrow 1943 nochmals auf Kaufman zurück. In seinem Text Germany’s Education ‚Die Erziehung Deutschlands’ hielt er fest, Goebbels habe keine andere Wahl gehabt, als sich „auf einen eher obskuren Zeitgenossen namens Theodore N. Kaufman [zu] berufen, um die Deutschen davon zu überzeugen, daß sie dem Untergang geweiht sind, wenn sie nicht zu ihrem Führer stehen“, da von offiziellen amerikanischen Stellen niemals etwas auch nur annähernd Vergleichbares verlautet sei. Manns Schlussfolgerung war: „Was Dr. Goebbels gern ‚den berüchtigten Roosevelt-Kaufman-Plan‘ nennt, ist in Wirklichkeit entweder die blutrünstige Kaprice eines politischen Dilettanten oder ein kluges, von Goebbels selbst ausgebrütetes Manöver.“

## Kaufman nach 1941
Während die NS-Propaganda noch bis 1945 das Kaufman-Thema ausschlachtete, wurde Kaufman selbst ab September 1941 in den USA und anderswo nicht mehr öffentlich wahrgenommen. Es ist lediglich eine einzige Aktivität von seiner Seite bekannt: Er veröffentlichte im März 1942 eine 16-seitige Broschüre in seinem Eigenverlag Argyle Press unter dem Titel No more German wars! Being an outline of suggestions for their permanent cessation ‚Keine deutschen Kriege mehr! Ein Entwurf von Vorschlägen, wie sie dauerhaft zu verhindern sind‘. Sie enthielt keinerlei Andeutungen bezüglich Sterilisierung oder Landaufteilung mehr, sondern machte höchst moderate Vorschläge zur demokratischen Umerziehung der deutschen Bevölkerung. Selbst hinter den alliierten Kriegszielen blieben Kaufmans neue Forderungen bei weitem zurück; so wurde von Deutschland lediglich die Rückgabe der besetzten Gebiete gefordert, von territorialen Zugeständnissen war gar nicht mehr die Rede. Das Werk erhielt keinerlei Beachtung in der Presse.
Wolfgang Benz hat versucht, den eigentümlichen Kontrast zwischen dieser letzten Broschüre Kaufmans und Germany must perish! zu deuten. Er formuliert zwei Vermutungen: Entweder habe Kaufman zeigen wollen, dass er sich die Ablehnung seines Buches in der amerikanischen Öffentlichkeit zu Herzen genommen hatte, oder er sei „einfach ein naiver Idealist“ gewesen, der „einmal mit barbarisch chirurgischen und ein anderes Mal mit milden homöopathischen Rezepturen, deren Wirkungen er in keinem Fall einschätzen konnte, die Welt zu verbessern getrachtet hatte“.
Danach verliert sich Kaufmans Spur vollständig: Über sein weiteres Leben ist nichts bekannt, ebenso wenig wie über die American Federation of Peace oder den Verlag Argyle Press.

## Nachwirkungen
Bereits im Nürnberger Prozess gegen die Hauptkriegsverbrecher deutete sich an, dass der Kaufman-Plan auch nach dem Krieg weiterhin als Rechtfertigungsargument für die Vernichtungspolitik der Nationalsozialisten genutzt wurde: Julius Streicher berief sich in Nürnberg darauf. Die Hassaufrufe des Stürmer gegen die Juden seien nur eine Reaktion auf jüdische Vernichtungsdrohungen wie etwa Kaufmans Broschüre gewesen, so Streicher: „Wenn in Amerika ein Schriftsteller Erich Kauffmann [sic] öffentlich fordern kann, daß alle zeugungsfähigen deutschen Männer sterilisiert werden sollten, um das deutsche Volk auszurotten, dann sage ich: Aug' um Auge, Zahn um Zahn.“
In der geschichtsrevisionistischen Propaganda wurde das Thema in der Folge wieder und wieder aufs Tapet gebracht. So unterstellte Paul Rassinier 1963 in seinem Buch Zum Fall Eichmann oder: Was ist Wahrheit? erneut, dass Kaufmans Schrift „den baldigen Kriegs-Eintritt der Vereinigten Staaten an der Seite Englands, Frankreichs und Rußlands ankündigte“. Auch Erich Kern interpretierte im selben Jahr Kaufmans Broschüre als Glied einer Serie von „massiven jüdischen Drohungen und Kriegserklärungen“. Adolf Eichmann höchstpersönlich schrieb in seinen 1980 postum erschienenen Memoiren: „Andererseits darf für Tötungsmaßnahmen gegen Juden nie der jüdische Anteil und Antrieb außer acht gelassen werden. Das stellt sich auch im Fall von Kaufman heraus. […] Es ist wohl anzunehmen, daß der Kaufman-Plan in unseren höchsten Führungskreisen als ein auslösender Faktor für eigene Vernichtungsmaßnahmen gewirkt hat.“ Bis heute sprechen rechtsradikale Kreise vom „Kaufman-Plan“ und bringen ihn, ähnlich wie die angebliche „Kriegserklärung des Weltjudentums“, als Beleg für die absurde Behauptung vor, das von den Nazis so genannte „Weltjudentum“ habe die Deutschen vernichten wollen.
Eine von Kaufman gezeichnete Karte, die eine Aufteilung Deutschlands unter seinen Nachbarstaaten vorsah, wurde 1952 auch in einer DDR-Zeitschrift mit dem irreführenden Quellenvermerk „Plan des USA-Politikers T. N. Kaufmann“ [sic] abgedruckt, um Zerschlagungsabsichten der USA in Bezug auf Deutschland zu belegen. Auf die Sterilisierungsfantasien Kaufmans wurde dabei jedoch nicht Bezug genommen.

## Forschungsergebnisse und Interpretationen
Die rechtfertigenden Bezugnahmen insbesondere rechtsextremer und geschichtsrevisionistischer Autoren auf den so genannten Kaufman-Plan haben dazu geführt, dass die geschichtswissenschaftliche Forschung sich näher mit dem Thema befasst hat. In seinem Aufsatz Judenvernichtung aus Notwehr? in den Vierteljahrsheften für Zeitgeschichte 1981 hat Wolfgang Benz unter anderem die unverdrossen bis heute wiederholten Behauptungen zu Kaufmans Bedeutung in den USA einer Überprüfung unterzogen.
Das Resultat war eindeutig: Kaufman kommt in keinem einzigen lokalen oder überregionalen Nachschlagewerk der USA vor und ebenso wenig seine kurzlebige Argyle Press. Weder in den Papieren Roosevelts noch in den Akten der American Peace Society wird sein Name auch nur ein einziges Mal erwähnt, dasselbe gilt für die Akten aller größeren jüdischen Organisationen. Die wiederholt ausgesprochene Vermutung, Kaufman sei möglicherweise ein Nazi-Agent gewesen, konnte zwar nicht widerlegt werden, wird aber in der Forschung als sehr unwahrscheinlich angesehen. Näher liegt es – auch angesichts der Vorgeschichte –, ihn als einzelgängerischen Sonderling mit eher naiven politischen Absichten zu sehen, der aus einem nicht genau bekannten Grund in seinem Selbstverlag diese Hasstirade vom Stapel ließ, die der Goebbels'schen Propagandamaschinerie dann zufällig in den Schoß fiel.
Wolfgang Benz kommentiert: „Ob man ihn als fanatischen Wirrkopf oder naiven Idealisten charakterisiert, die politische Wirkung des Einzelgängers Kaufman hatte ausschließlich darin bestanden, der nationalsozialistischen Propaganda vielfältig verwendbare Munition zu liefern.“

### Kaufmans Schriften
- American Federation of Peace: Life–Liberty–Pursuit of Happiness–Where? In The Graves of European Battlefields? Newark, New Jersey, o. J. (1939).
- Theodore N. Kaufman: A Will and Way to Peace: Passive Purchase. American Federation of Peace, Newark, New Jersey, 1939 (Digitalisat auf archive.org).
- Theodore N. Kaufman: Germany must perish! Argyle Press, Newark, N.J., 1941 (Volltext bei Wikisource).
- Theodore N. Kaufman: No more German wars! Being an outline of suggestions for their permanent cessation. Argyle Press, Newark (N.J.), 1942 (Digitalisat auf archive.org).

### Rezension
- Anon.: A modest proposal. In: Time. 24. März 1941 (Online).

### NS-Propaganda
- Wolfgang Diewerge: Das Kriegsziel der Weltplutokratie. Dokumentarische Veröffentlichung zu dem Buch des Präsidenten der amerikanischen Friedensgesellschaft Theodore Nathan Kaufman „Deutschland muß sterben“ („Germany must perish“). Eher, München 1941.